# Nagroda Laskera
Nagroda Laskera – amerykańska nagroda naukowa za badania w dziedzinie medycyny. 
Przyznawana jest od 1946 żyjącym badaczom przez Fundację Laskerów (Lasker Foundation), założoną przez pioniera reklamy Alberta Laskera i jego żonę Mary Lasker (później aktywistkę w dziedzinie badań medycznych). Cieszy się znacznym prestiżem i czasem jest nazywana „amerykańskim Noblem”. Do 2005 roku 86 z jej laureatów zdobyło później Nagrodę Nobla w dziedzinie fizjologii lub medycyny.
Cztery główne kategorie, w których przyznawane są Nagrody Laskera, to:
- Albert Lasker Basic Medical Research Award
- Lasker-DeBakey Clinical Medical Research Award (do 2008 Albert Lasker Award for Clinical Medical Research)
- Lasker-Bloomberg Public Service Award (do 2011 Mary Woodard Lasker Award for Public Service; do 2000 Albert Lasker Public Service Award)
- Albert Lasker Special Achievement Award (pierwsza nagroda została przyznana w 1994, nie jest ona przyznawana co roku)